# نبرین
نبرین یکی از روستاهای استان آذربایجان شرقی است که در دهستان دیزجرود غربی بخش مرکزی شهرستان عجب‌شیر واقع شده‌است.
جمعیت این روستا بر پایهٔ نتایج سرشماری عمومی نفوس و مسکن سال ۱۳۸۵ خورشیدی، برابر با ۹۷۴ نفر بوده‌است.
این روستا محل اتراق صفرخان قهرمانیان بوده است. 